# 川名孝一
川名 孝一（かわな こういち　Kawana Kohichi、1930年 - 1990年）は、アメリカ合衆国で活動した造園家・作庭家・ランドスケープアーキテクト。カリフォルニア大学教授を務めるとともに、アメリカ合衆国各地に日本庭園を作庭した。『ナショナルジオグラフィック』誌は、死の直前1990年8月号で彼の作品を特集した。 

## 経歴
北海道生まれ。1971年に米国に帰化している（日系アメリカ人）。
1951年、横浜市立大学卒業。1959年、カリフォルニア大学ロサンゼルス校で建築の、1964年には農学の修士課程修了。1979年、パシフィック・ウエスタン大学で博士号。その後24年間に渡り母校UCLAの講師・教授として教鞭を執り、日本の庭園芸術をベースにした庭園制作、環境デザインを実践する。地域に自生する植物を利用した伝統的な日本庭園のデザインをアメリカの地で開拓。
カリフォルニア大学ロサンゼルス校（UCLA）では当然のことながら、日本建築とランドスケープデザインを教えていたが、この他にも、非公式に生け花なども教えていたという。日本の伝統的な設計原則と美学に向かって感性を表現するなど、川奈は典型的である日本庭園の特徴を踏まえつついくつかの現代的な和風庭園の重要な役割を果たしていた。彼のエッセイ「象徴主義と伝統的な日本庭園でのエステティック」には、"Simplicity and repose are the qualities that measure the true value of any work of art." （シンプルと休息は芸術のあらゆる作業の真の価値を測定する品質である）や"（園芸と人類の芸術について教えてくれていた）との言葉を残し、ガーデンデザイナー、建築家、アーティストとしての彼を思い描いている。また、作家、詩人、美術教師のほかに絵画コレクターとしても知られ、仲間内では"ルネッサンスマン"とも呼ばれていた。川奈はアメリカの人物辞書ではアート関連の項目に記載されているという。

## おもな作品
- デンバー植物園内「松風苑」（コロラド州デンバー）
- ドナルドC.ティルマン水再生プラント内「水芳園」（カリフォルニア州・バンナイズ）
- ミズーリ植物園内「清和園」（ミズーリ州セントルイス）
- メンフィス植物園日本庭園拡張（テネシー州メンフィス）
- サンディエゴ/バルボアパーク内日本庭園（カリフォルニア州サンディエゴ）
- ブローデル・リザーブ内日本庭園（ワシントン州・ベインブリッジアイランド）
- ロサンジェルス・カウンティ美術館（LACMA）
- ハンナ・カーター日本庭園（カリフォルニア州ロサンゼルス）
- シカゴ植物園内日本庭園（イリノイ州グレンコー）
- ミネアポリス・コモパーク内日本庭園（ミネソタ州ミネアポリス）
- ミネソタ大学ミネソタランドスケープ樹木園

## 表彰
1974年にエディンバラのエルサレムの聖ラザロ勲章（1990年ナイトの等級）1972年にプログレッシブ・建築デザイン賞、ビクターM.カーターダイヤモンド賞、1987年にヘンリー・ショー賞、1980年に南カリフォルニア日米協会賞受賞。 